# Saboyá

Localização de Saboya no departamento de Boyacá.

Saboya é um município no departamento de Boyacá, na Colômbia.